# Етта Зубер
Етта Зубер (в шлюбі — Фалконер; англ. Etta Zuber Falconer; 1933, Тупело, округ Лі, штат Міссісіпі— 2002) — американська математикинята педагогиня, одна з двох перших афроамериканок, які здобули докторський ступінь з математики в США.

## Життєпис
Дочка лікаря. У 1949 році закінчила середню школу Джорджа Вашингтона. У віці 15 років поступила в Університет Фіска в Нашвіллі (штат Теннессі, де спеціалізувалася в області математики і хімії, який закінчила з відзнакою в 1953 році). Продовжила навчання в Університеті Вісконсіна в Мадісоні, де здобула ступінь магістра математичних наук (1954).
Викладацьку кар'єру розпочала в 1954 році в Okolona Junior College.
Після переїзду сім'ї в 1965 в Атланту вступила в аспірантуру при Університеті Еморі. В Еморі в 1969 році стала доктором філософії з математики, однією з двох перших афроамериканок, кому присуджений науковий ступінь в США (дисертація з загальної алгебри).
Працюючи начальницею відділення математики Spelman College в Атланті, взяла участь у створенні відділення комп'ютерних наук, повернулася до аспірантури університету в Атланті, отримавши ступінь магістерки наук в області комп'ютерних наук (1982).
Присвятила викладацькій діяльності 37 років. Працювала професоркою математики і начальницею відділу з математики (1972), начальницею відділу природничих наук (1982) і професоркою математики і ад'юнкт-проректоркою з наукової частини (1990) до травня 2002 року, коли пішла на пенсію.
Померла від раку підшлункової залози у вересні 2002 року.
Почесна членкиня Асоціації жінок у математиці (1995). В 2001 році Американська асоціація сприяння розвитку науки удостоїла докторку Етту Зубер Фалконер своєї премії за багаторічні досягнення і життєвий внесок у науку.
Етта Зубер в одному з виступів заявила, що все її життя було «присвячено… збільшенню числа висококваліфікованих афроамериканців в області математики».